# Cubalaya
A cubalaya egy Kubáról származó tyúkfajta.

## Fajtatörténet
Kubán tenyésztették ki, 1939-ben vették fel USA standardjára és 1983 óta elismert Németországban. 
Jó tojó fajta. Mozgékony természetű. Testtartása hátrafelé eső. 

## Fajtabélyegek, színváltozatok
Széles, hosszú hát. Farktolla hosszú, fajtára tipikus formájú. Farktollak teljes hossza hosszabbnak kell, hogy legyen, mint a csőr és a farktollak kezdete közötti távolság. Melltájéka széles. Szárnyak rövidek, szélesek, kissé leeresztve viselt. Feje rövid, széles. Arca sima, piros. Taraja háromsoros borsótaraj. Szemek élénkek, kissé mélyen ülőek, vörös, barnásvörös. Csőr rövid, erős, görbült, szarvszínű. Füllebenye kicsi, piros. Toroklebenye kicsi, sima, piros. Nyaka hosszú, erős. Combok hosszúak, izmosak. Csüd közepesen nagy, hússzínű.   
Színváltozatok: Vadas, kék-vadas, fehér.  

## Tulajdonságok
Érdekessége a tipikus „Hummerschanz”, a farktollak háztetőszerű elrendeződése. 
| Általános tulajdonságok: | Általános tulajdonságok:      |
| ------------------------ | ----------------------------- |
| Súlya                    | kakas 2-2,5 kg, tojó 1,5-2 kg |
| Gyűrűmérete              | kakas 18, tojó 16             |
| Tenyésztojás tömege      | 50 g                          |
| Tojáshéj színe           | sárgásbarna                   |
| Éves tojáshozama         | 100 db                        |